# Morancé
Morancé este o comună în departamentul Rhône din sud-estul Franței. În 2009 avea o populație de 2.052 de locuitori.

## Evoluția populației
| An        | 1975 | 1982  | 1990  | 1999  | 2006  | 2009  |
| --------- | ---- | ----- | ----- | ----- | ----- | ----- |
| Populație | 882  | 1.365 | 1.387 | 1.687 | 1.991 | 2.052 |